# Vịnh Vân Phong
Vịnh Vân Phong là vịnh lớn nhất của tỉnh Khánh Hòa, Việt Nam. Khu du lịch mũi Đại Lãnh của vịnh thuộc danh sách các khu du lịch quốc gia trọng điểm.

## Địa lý
Vịnh Vân Phong có tọa độ 109°10’ – 109°26’Đ và 120°29’ – 120°48’B, cách Nha Trang hơn 30 km về phía Bắc theo đường chim bay, 60 km theo đường bộ và 40 hải lý (74.080 km) theo đường biển. Đây là tập hợp của nhiều đảo và vũng vịnh nhỏ.
Các phía của vịnh là:
- Bờ vịnh phía Tây khoảng 25 km là phần kéo dài của dãy Trường Sơn.
- Cửa vịnh phía Đông rộng 17 km thông ra biển Đông.
- Phía Đông Bắc là bán đảo Hòn Gốm gồm các dãy núi nhỏ và cồn cát kéo dài.
- Khu vực Đông Nam vùng vịnh nằm giữa bán đảo Hòn Gốm, Hòn Lớn và đảo Cổ Cò có tổng diện tích khoảng 150.000 ha, trong đó diện tích mặt nước khoảng 80.000 ha và phần đất liền khoảng 70.000 ha. Với cấu tạo là dải nước hẹp sâu (chiều rộng khoảng 200 m và độ sâu tối đa 25 m) và kín gió, khu vực này được xem là kênh tàu tự nhiên thuận lợi có hệ sinh thái đa dạng như rừng nhiệt đới, rừng ngập mặn cùng các loài động thực vật biển nông ven bờ[cần dẫn nguồn].

Danh sách các đảo và vũng vịnh thuộc Vân Phong:
- Hòn Quéo – Mỹ Giang
- Hòn Tai – Mũi Cò
- Mũi Gành – Hòn Trâu Nằm
- Khải Lương – bán đảo Hòn Gốm
- Hòn Đô – Vạn Thạnh
- Đầm Môn
- Xóm Cồn
- Mũi Hòn Ngang
- Vĩnh Yên – Vạn Thọ
- Tân Phước
- Hải Triều
- Ninh Lâm
- Vạn Thắng – Xóm Hộ
- Vạn Giã
- Xuân Tự
- Xuân Hòa
- Xuân Mỹ
- Ninh Hải – Đông Hải
- Ninh Thủy
- Bãi Tre
- Hòn Lớn
- Vạn Thạnh
- Mũi Gành Rồng
- Hòn Đen
- Hòn Me
- Hòn Dung
- Hòn Vung
- Hòn Bịp – Mũi Đá Son

## Lịch sử
Theo Đại Nam nhất thống chí, tên cũ của vịnh là Hòn Khói, đến năm 1825 dưới triều Minh Mạng được ban mĩ tự là Vân Phong (雲峯) với nhiều cách ước đặt: Vân Phong dữ (hòn/đảo Vân Phong), Vân Phong úc (vũng/vịnh Vân Phong), Vân Phong đại hải tấn (tấn Vân Phong lớn), Vân Phong tiểu hải tấn (tấn Vân Phong nhỏ)...

## Kinh tế

### Vận tải hàng hải
Vịnh Vân Phong có 3 khu vực chính là đảo Cổ Cò (thuộc bán đảo Đầm Môn), đảo Bến Gỏi và bán đảo Hòn Khói. Trong đó:
- Đảo Cổ Cò nằm tại phía Đông Vân Phong có diện tích mặt nước nhỏ nhưng sâu, đồng thời được che chắn bởi một số đảo lớn nhỏ nên kín gió và yên tĩnh.
- Đảo Bến Gỏi phía Bắc có địa tầng nông, khoảng 2 mét. Chỉ phù hợp khai thác và phát triển nuôi trồng thủy sản.
- Bán đảo Hòn Khói ở phía Tây Nam, chủ yếu làm nghề muối và khai thác khoáng sản chế tạo vật liệu xây dựng.

#### Thuận lợi
- Vị trí thuận lợi: Vân Phong là điểm cực đông của bán đảo Đông Dương - điểm kết nối gần nhất từ bờ biển Việt Nam với các tuyến hàng hải quốc tế.

- Địa hình phù hợp: Các phân luồng di chuyển tàu thuyền ổn định khi diện tích mặt nước trên 43.500 héc-ta; độ sâu tự nhiên của vịnh khoảng 22 mét cùng cấu tạo kín gió; được bán đảo Hòn Gốm che chắn phía Đông và phía Bắc, không có sông lớn hay hải lưu từ biển chảy vào.

Ngày 31 tháng 10 năm 2009, Cảng trung chuyển quốc tế Vân Phong khởi công do Tổng Công ty Hàng hải Việt Nam làm chủ đầu tư. Cảng có 2 cầu tàu với tổng chiều dài bến 690 mét tại khu vực đầm. Mỗi cầu tàu sau khi hoàn thành có thể tiếp nhận tàu 9.000 TEU.

#### Bất lợi
Chỉ có Đầm Môn là kín gió, còn toàn vịnh Vân Phong thì không! Vịnh rất rộng, cửa vịnh rộng tới 8.500 mét, trực tiếp chịu tác động của sóng từ các hướng Đông và Đông Nam đi thẳng vào, hoàn toàn không được che chắn.— Tiến sĩ Trương Đình Hiển, Nghiên cứu viên cao cấp tại Viện Vật lý thành phố Hồ Chí Minh, thuộc Viện Hàn lâm Khoa học và Công nghệ Việt Nam nhận xét
Ngoài ra, vịnh Vân Phong không thể xây dựng cảng biển còn có các nguyên nhân khác:
- Vịnh Vân Phong hiện đang như hoàn toàn bị cô lập với bên ngoài, nhất là với các vùng kinh tế[cần dẫn nguồn].
- Cơ sở hạ tầng cơ sở tốn kém[cần dẫn nguồn],
- Thiếu mặt bằng bến cảng[cần dẫn nguồn].
- Thiếu tính khả thi, không số liệu khách quan trung thực, không được khảo sát, đo đạc một cách chính xác, khoa học[cần dẫn nguồn].
- Địa lý không thích hợp, chỉ có Đầm Môn là thật sự kín gió, còn hầu hết trong vịnh Vân Phong là biển khơi[cần dẫn nguồn].

## Du lịch
Theo đánh giá của nhiều chuyên gia Liên Hợp Quốc và các nhà nghiên cứu đầu tư phát triển thì Vân Phong là vùng vịnh có tiềm năng phát triển du lịch sinh thái hàng đầu châu Á .
Các chuyên gia của Hiệp hội Du lịch Thế giới (OMT), Chương trình Phát triển du lịch Liên Hợp Quốc (PNUD) và Viện Nghiên cứu Phát triển Du lịch Việt Nam (IRDT) cùng thừa nhận rằng: nơi đây có đủ các điều kiện tối ưu để phát triển du lịch. Trong dự án VIE89/003, OMT ghi rõ: "Bán đảo vịnh Vân Phong, là một trong những thắng cảnh nghỉ ngơi đẹp nhất trong khu vực Châu Á và Viễn Đông, vượt xa Phuket (Thái Lan) và có thể so sánh được với bãi biển tuyệt mỹ ở Sierra Leone (châu Phi). Vịnh Vân Phong là một trong những nguồn dự trữ của ngành du lịch nghỉ ngơi nhiệt đới...".
Khu du lịch mũi Đại Lãnh của vịnh thuộc danh sách các khu du lịch quốc gia trọng điểm.